# Crossotus brunneopictus
Crossotus brunneopictus là một loài bọ cánh cứng trong họ Cerambycidae.